# Journal of Political Ecology
Das Journal of Political Ecology (JPE) ist eine im Peer-Review-Verfahren erscheinende amerikanische Fachzeitschrift für Politische Ökologie. Das Journal ist eines der ältesten Open-Access-Zeitschriften in den Sozialwissenschaften.
1994 erschien die erste Ausgabe mit dem Schwerpunkt, die Verbindungen zwischen politischer Ökonomie und menschlichen Umweltveränderungen transdisziplinär darzustellen. Artikel erschienen in Spanisch, Englisch und Französisch. Unterstützt wird das Journal von der Political Ecology Society (PESO).
Der h-index für Zeitschriften beträgt: 19 (Stand: 2014) und Scopus Citescore, 2.66 (2017).